# Эпик, Эрнст Юлиус
Эрнст Юлиус Эпик (эст. Ernst Julius Öpik; 22 октября 1893, Кунда — 10 сентября 1985, Бангор) — эстонский астроном.

## Биография
Учился в Московском университете. С 1919 года работал в обсерватории в Ташкенте.
С 1921 года — в Эстонии, работал в обсерватории Тартуского университета (с перерывом в 1930—1934 годах на работу в Гарварде). В 1938 году стал одним из первых 12 академиков, назначенных во вновь созданную Академию наук Эстонии.
В 1944 году ушёл с отступающим вермахтом в Гамбург. Первый ректор и преподаватель Балтийского университета в изгнании, основанного в 1946 году в Гамбурге.
С 1947 года — в Северной Ирландии.
В 1948—1981 годах работал в Арманской обсерватории.
В 1950—1981 годах — главный редактор «Ирландского астрономического журнала» (англ. Irish Astronomical Journal).
Вошёл в составленный в 1999 году по результатам письменного и онлайн-голосования список 100 великих деятелей Эстонии XX века.

## Научная деятельность
Свою первую книгу, «Солнце по новейшим исследованиям», Эпик опубликовал на русском ещё в 1919 году в Москве. В 1922 году он сделал прогноз относительно плотности кратеров на поверхности Марса, подтверждённый наблюдениями с искусственных спутников Марса спустя полвека. В 1922 году он оценил расстояние до туманности Андромеды и сделал это раньше и точнее Хаббла. Однако основной вклад Эпик внёс в исследование малых объектов Солнечной системы — в частности, астероидов и комет. В 1932 году он выдвинул гипотезу о происхождении комет Солнечной системы из облака малых объектов, вращающегося вокруг Солнца по удалённой орбите, — в 1950-е годы эту гипотезу развил Ян Хендрик Оорт, и это явление получило название облака Оорта.
В 1961 году, во время дискуссий о природе очень высоких температур на поверхности Венеры, установленных по данным последних исследований, Эпик предложил собственную, так называемую эолосферную модель венерианской атмосферы. Согласно этой гипотезе (которая в отличие от парниковой модели в дальнейшем так и не нашла подтверждения — как и ещё одна, ионосферная), нагревание осуществляется «за счёт трения, сопровождающего мощные атмосферные течения, постоянно господствующие в нижних слоях». Зона этих ветров, которой учёный дал название «эолосфера» (по имени Эола, древнегреческого повелителя ветров), якобы занимает всё пространство до облачного слоя и «интенсивная турбуленция поднимает с сухой поверхности большое количество пыли, благодаря которой эолосфера настолько непрозрачна, что солнечная радиация до поверхности планеты не доходит и потому на Венере всегда темно, жарко, пыльно и ветрено».

## Память
Облако Оорта иногда называют облаком Эпика-Оорта.
В честь Эрнста Юлиуса Эпика назван астероид (2099) Эпик.